# Чоба
Чо́ба (болг. Чоба) — село в Пловдивській області Болгарії. Входить до складу общини Брезово.

## Населення
За даними перепису населення 2011 року у селі проживали 944 особи.
Національний склад населення села:
| Національність   | Кількість осіб | Відсоток |
| ---------------- | -------------- | -------- |
| болгари          | 755            | 84,6%    |
| цигани           | 126            | 14,1%    |
| турки            | 3              | 0,3%     |
| інша             | 4              | 0,4%     |
| не визначились   | 4              | 0,4%     |
| Всього відповіли | 892            |          |

Розподіл населення за віком у 2011 році:
Динаміка населення: